# Don Byron
Don Byron (Nueva York, 8 de noviembre de 1958) es un clarinetista, saxofonista y compositor de jazz.

## Biografía
Hijo de un cartero que tocaba como divertimento en algunas ocasiones el bajo en una banda de calipso y de una profesora de piano. Su afición al clarinete se debe a que de niño, un pariente suyo se olvidó su instrumento en casa de los padres de Byron, y como sufría de asma le recomendaron probrar con un instrumento de viento para mejorar su capacidad pulmonar. En su Bronx natal residió junto a una sinagoga judía, y la música que escuchaba en las fiestas lo marcó de por vida.
Comenzó sus estudios musicales con el clarinetista Joe Allard para luego inscribirse en el New England Conservatory en Boston; una vez allí estudió con George Russell. Poseedor de un estilo vanguardista, se diferencia por aventurarse a tocar diferentes ritmos y tipos de música como klezmer, clásica, rap, salsa, funk, o música infantil.
Su reconocimiento internacional llegó por la sorpresa de que un músico negro (y no judío) tocara klezmer, convirtiéndose en uno de los referentes más importantes de este género en la década de 1980, y trascendiendo su trabajo y sus intereses por todo lo referente a la música, sin distinción de estilo.
También se destaca su trabajo en el ambiente de las artes escénicas dado que ha sido el director artístico de jazz de la Brooklyn Academy of Music, arregló la música de varios espectáculos musicales de Broadway, algunas piezas para Kronos Quartet. Además interpretó la banda sonora en el film Kansas City dirigido por Robert Altman y en Lulu on the Bridge de Paul Auster. En 2002 actuó y tocó en Strange Fruit, un documental sobre conflictos raciales en la década de 1930.
Byron es miembro de The Black Rock Coalition, y realizó grabaciones con Uri Caine, Vernon Reid, Bill Frisell, Cassandra Wilson, Daniel Barenboim, Joe Henry, entre otros.
Byron fue nominado al premio Grammy por su solo de clarinete I Want to Be Happy del disco Ivey-Divey.
En 1997, su disco Bug Music logró el puesto número 3 en el ranking de la revista especializada Billboard en la categoría jazz
La influyente revista All about jazz le dedicó un número especial en julio de 2006 con el título Pensando y repensando

## Discografía
- Tuskegee Experiments (1992)
- Plays the Music of Mickey Katz (1993)
- Music for Six Musicians (1995)
- No-Vibe Zone: Live at the Knitting Factory (1996)
- Bug Music (1996)
- Nu Blaxploitation (1998)
- Romance with the Unseen (1999)
- A Fine Line: Arias and Lieder (2000)
- You Are #6: More Music for Six Musicians (2001)
- Ivey-Divey (2004)